# Малая Бушинка
Малая Бушинка (укр. Мала Бушинка) — село на Украине, находится в Немировском районе Винницкой области.
Код КОАТУУ — 0523085802. Население по переписи 2001 года составляет 171 человек. Почтовый индекс — 22841. Телефонный код — 4331.
Занимает площадь 0,091 км².

## Адрес местного совета
22840, Винницкая область, Немировский р-н, с. Муховцы, ул. Ленина, 45